# Sammy Winward
Samantha Kate "Sammy" Winward (Bolton, Lancashire; 12 de octubre de 1985) es una actriz, cantante y modelo inglesa, más conocida por haber interpretado a Katie Sugden en la serie Emmerdale.

## Biografía
Sammy tiene una hermana mayor llamada Amy Winward. Asistió al Turton High School Media Arts College en Bromley Cross, South Turton. Es muy buena amiga del actor Kelvin Fletcher quien interpreta a Andy Sugden en Emmerdale.
En 2002 Sammy comenzó a salir con el futbolista David Dunn, la pareja se comprometió y poco después le dio la bienvenida a su primera hija, Mia Kate Dunn el 12 de junio de 2005, sin embargo la pareja se separó en septiembre de 2006.
En mayo de 2007 comenzó a salir con el actor irlandés Jonas Armstrong, sin embargo la relación terminó en marzo de 2009.
En agosto de 2009 comenzó a salir con el actor James Sutton, sin embargo la relación terminó en julio de 2010.

## Carrera
El 18 de julio de 2001 se unió al elenco de la exitosa serie británica Emmerdale Farm donde interpretó a Katherine "Katie" Addyman. En 2005 Sammy dejó la serie por cinco meses debido al nacimiento de su hija Mia, sin embargo regresó en 2006 hasta el 6 de febrero de 2015 después de que su personaje fuera asesinado accidentalmente por Robert Sugden, después de que Katie se cayera mientras tenía una discusión con él.

## Filmografía
Series de Televisión.:
| Año                      | Título         | Personaje    | Notas         |
| ------------------------ | -------------- | ------------ | ------------- |
| 2001 - 2005, 2006 - 2015 | Emmerdale Farm | Katie Sugden | 831 episodios |

Apariciones.:
| Año  | Programa           | Notas       |
| ---- | ------------------ | ----------- |
| 2006 | Soapstar Superstar | concursante |

## Premios y nominaciones
| Año  | Categoría             | Premio                    | Serie          | Resultado |
| ---- | --------------------- | ------------------------- | -------------- | --------- |
| 2011 | Sexiest Female        | Inside Soap Award         | Emmerdale Farm | Nominada  |
| 2010 | Sexiest Female        | British Soap Award        | Emmerdale Farm | Nominada  |
| 2004 | Sexiest Female        | British Soap Award        | Emmerdale Farm | Nominada  |
| 2002 | Most Popular Newcomer | National Television Award | Emmerdale Farm | Nominada  |